# Чаново (Московская область)

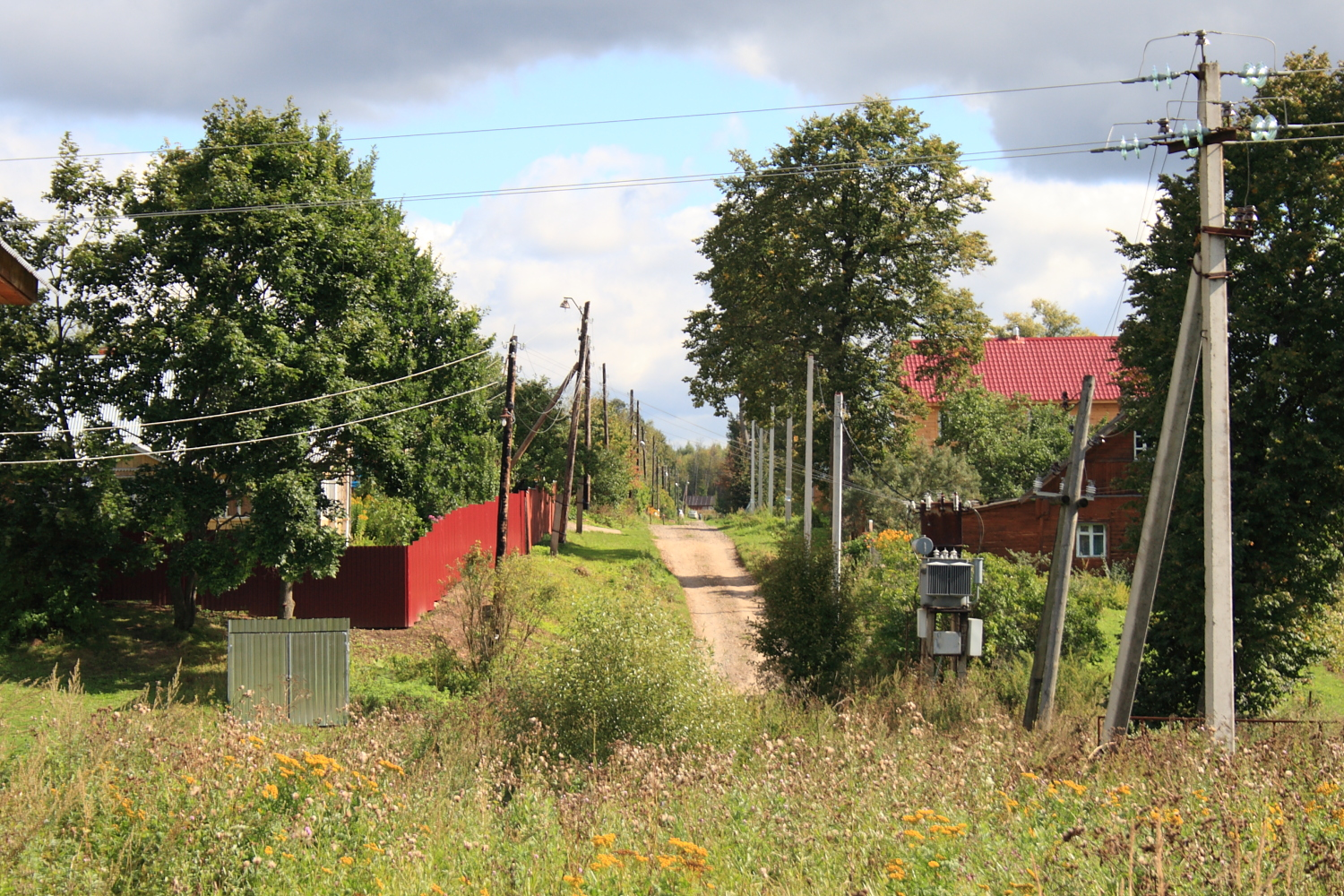

Чаново — деревня в составе сельского поселения Ядроминское Истринского района Московской области. Население — 1 чел. (2010).

## Население
| 2002 | 2006 | 2010 |
| ---- | ---- | ---- |
| 2    | →2   | ↘1   |

## Пруд на реке Чановка
Пруд был создан в 70-е годы XX века путём строительства плотины в овраге, перегородившей протекавшую в нём речку. На плотине устроен водосброс, по плотине проходит дорога.
Река, на которой образован пруд, называлась по-разному:
- Вздериношка — на карте межевания Воскресенского уезда Московской губернии 1778—1797 гг.;
- Задериношка — на карте Московской губернии Шуберта 1860 г. и Гидрографической карте Московской губернии 1926 г.;
- руч. Задериножка — на довоенных картах Генштаба;
- Чановка — на современных картах.